# Colisor de Elétrons e Pósitrons de Pequim II

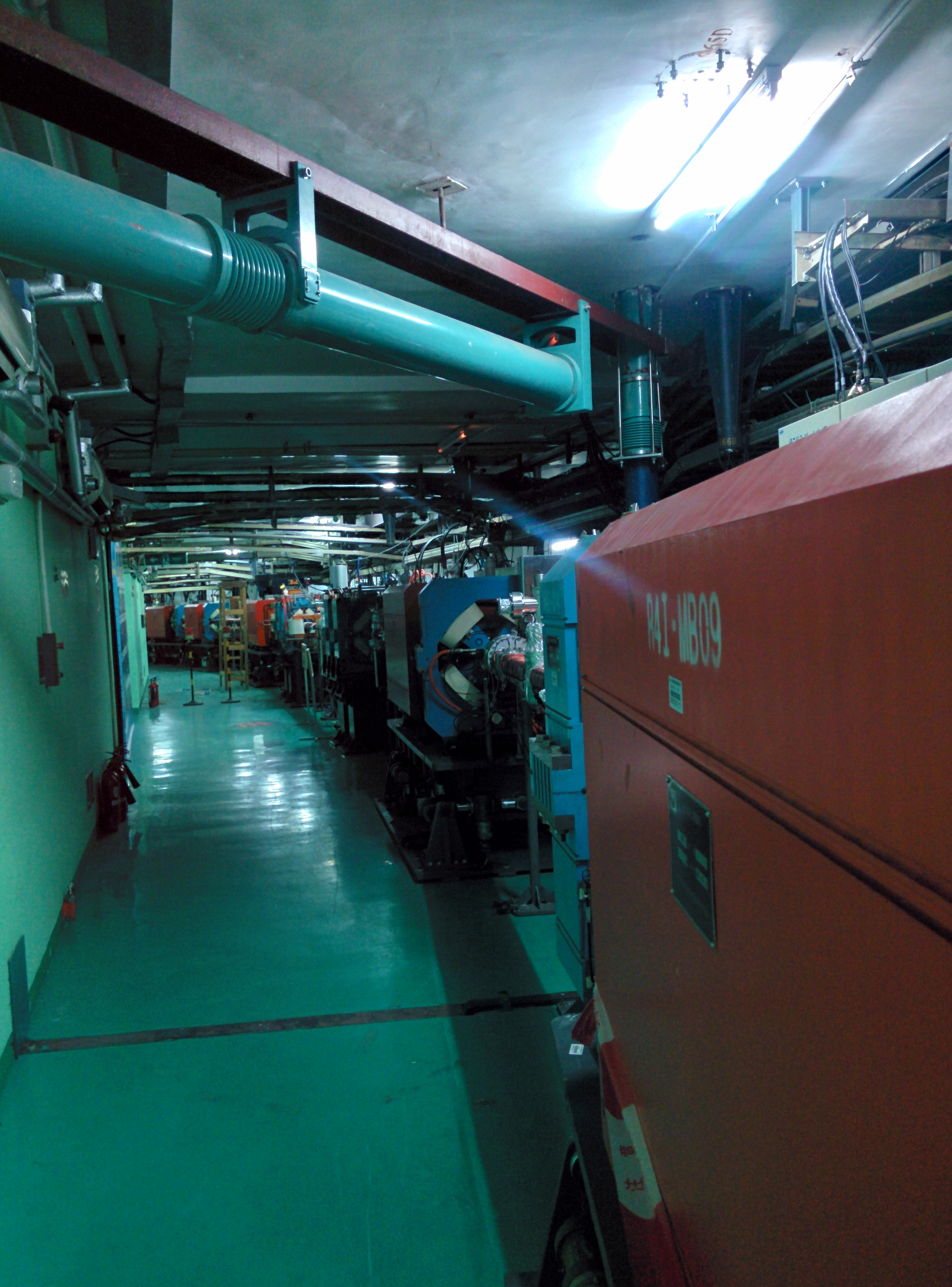

O colisor de elétrons e pósitrons de Pequim II (BEPC II) é um colisor de elétrons e pósitrons chinês, um tipo de acelerador de partículas, localizado em Pequim, na República Popular da China. Está em operação desde 2008 e tem uma circunferência de 240,4 m.
Foi concebido como uma fábrica de charme e continua o papel do detector CLEO-c. O centro de energia de massa pode ir até 4,6 GeV com uma luminosidade projetada de 1033 ;cm−2·s−1. As operações começaram no verão de 2008 e a máquina tem operado em múltiplas energias.

## BES III
O BES III (Espectrômetro de Pequim III) é o principal detector para o BEPC II atualizado.
O BES III usa um grande solenóide supercondutor para fornecer um campo magnético de 1 tesla, e também possui uma câmara de rastreamento baseada em gás hélio e um calorímetro eletromagnético usando 6240 cristais de iodeto de césio.